# Sânzieni (gmina)
Sânzieni – gmina w Rumunii, w okręgu Covasna. Obejmuje miejscowości Sânzieni, Cașinu Mic, Petriceni i Valea Seacă. W 2011 roku liczyła 4582 mieszkańców.